# Piatnitskoïe chosse (métro de Moscou)
Piatnitskoïe chosse (en russe : Пятницкое шоссе et en anglais : Pyatnitskoye Shosse) est une station de la ligne Arbatsko-Pokrovskaïa (ligne 3 bleue) du métro de Moscou. Elle est située sur le territoire du raïon Mitino dans le district administratif nord-ouest de Moscou.

## Situation sur le réseau
Établie en souterrain, à 11 mètres sous le niveau du sol, la station terminus Piatnitskoïe chosse est située au point 303+32 de la ligne Arbatsko-Pokrovskaïa (ligne 3 bleue), après la station Mitino (en direction de Chtchiolkovskaïa).
Elle dispose de voies de garage et un embranchement rejoint un dépôt.

## Histoire
La station Piatnitskoïe chosse est mise en service le 28 décembre 2012, lors de l'ouverture à l'exploitation du prolongement entre Mitino à Piatnitskoïe chosse.